# Festival de las almas
El Festival Internacional de Las Almas (FIA) esencia del Arte y la Cultura, popularmente conocido como Festival de las Almas, es un festival cultural y musical de México que se lleva a cabo anualmente a finales del mes de octubre y principios de noviembre (aprovechando las festividades del día de muertos)en la ciudad de Valle de Bravo (Estado de México), ubicada al suroeste de Ciudad de México y la ciudad de Toluca.

## Historia
Valle de Bravo, hermoso pueblo mexiquense, pese a su reducido tamaño y población, posee grandes encantos arquitectónicos, climáticos y culturales. Es por ello que es un destino turístico de clase mundial. Debido a la naturaleza del pueblo es que algunos artistas han encontrado aquí su inspiración y han decidido mudarse. Un ejemplo para ello es Alberto Gironella, pintor mexicano surrealista que residió en Valle de Bravo durante algunos años, donde realizó varias obras. Con el paso del tiempo muchos artistas de diferentes esferas también han decidido establecerse en el pueblo. Estos artistas, cada uno por su parte o en conjunto, han tenido influencia en la sociedad vallesana de alguna manera, buscado así acrecentar la cultura y difundir las artes en la región. Es por ello que en ese afán de promover el arte y la cultura el Gobierno del Estado de México también pone de su parte, y a través del Instituto Mexiquense de Cultura pone en marcha en el año de 2003 el 1.er Festival Internacional Vallesano de Arte y Cultura, Festival de Las Almas. 

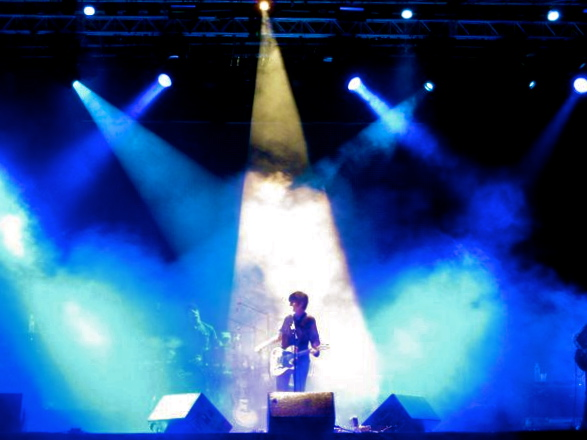
Ely Guerra

Con el esfuerzo de instancias gubernamentales y privadas,además de la participación activa de los vallesanos se logra poner en marcha el primer festival, que se llevó a cabo del 24 de octubre al 2 de noviembre de 2003, y recibió a más de 153 mil espectadores procedentes de todo el país y del extranjero, participaron artistas de México, Gran Bretaña, Argentina, Cuba, España Rumania, Yugoslavia, Chile y Colombia. 
Cada evento es realizado en foros abiertos y cerrados, tales como la Alameda del Pueblo, el Jardín Central, el Centro Regional de Cultura, la Parroquia de San Francisco de Asís, el templo de Santa María, los embarcaderos y el lago, entre otros.
En dicho evento a lo largo de los años se han presentado artistas como kudai, Ha*Ash, Natalia Lafourcade, Julieta Venegas, Armando Manzanero, Susana Zabaleta, Francisco Céspedes, Ricardo Arjona,  entre otros.
A lo largo de 9 ediciones, grandes luminarias han aparecido en escena, así como espectáculos únicos, 950 artistas mexicanos y 170 extranjeros. 

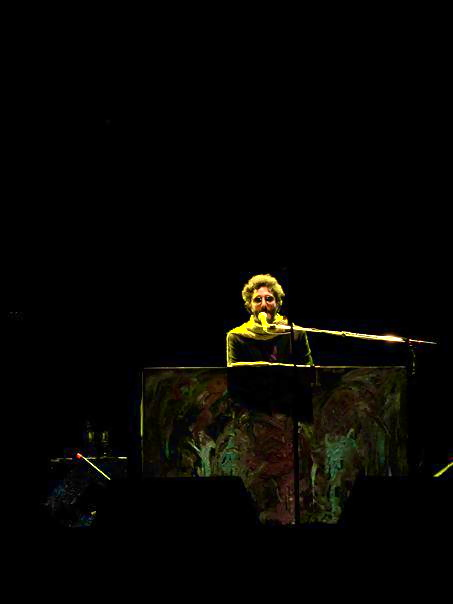
Fito Páez

## Noveno Festival 2011
La edición 2011 del Festival Internacional de Música y Cultura Las Almas el cual se realizó del 28 de octubre al 5 de noviembre esta en puerta. Con 225 actividades en 18 foros del Valle de Bravo y 11 subsedes, en igual número de municipios del Estado, llamando la atención artistas de la talla de; Joaquín Sabina, Pablo Milanés, Maria de Barros, Zoé, Congal Tijuana, Julieta Venegas, Oscar Chávez, la Sonora Santanera, BerlinskiBeat y Dj Blacky (Los Magníficos Impostores). además de  la participación de artistas de nueve países entre ellos Alemania, Argentina, Cuba, Chile, Francia, Rusia y Ucrania.